# Brahim Hemdani
Brahim Hemdani född 15 mars 1978 i Colombes, Hauts-de-Seine är en franskfödd algerisk före detta fotbollsspelare.

## Klubblagskarriär
Hemdani började sin carrier hos AS Cannes där  han spelade i två säsonger innan han flyttade till RC Strasbourg där han var tre säsonger. Han gick sedan till Marseille där han bidrog till att laget tog sig till final i UEFA-cupen 2003/2004
Han gick sen till Rangers FC 14 juni 2005 som Bosman-fall och skrev då på ett kontrakt på fyra år. Hans första säsong spolierades av skador och det dröjde till oktober innan han kunde göra sin debut mot Dundee United.
 Efter spelade Hemdani regelbundet i startelvan och var med och förde klubben till kvartsfinal i Champions League för första gången i klubbens historia. Säsongen slutade med att laget blev trea i ligan. Följande sommar tog fransmannen Paul Le Guen över som tränare och Hemdani började säsongen 2006/2007 som defensiv mittfältare men fick senare spela som mittback.
Hemdani gjorde sitt första mål för Rangers i mitten av den säsongen, ett skott från utanför straffområdet som betydde kvittering i 88 minuten i Old Firm, derbyt mot Celtic FC, 17 december 2006. Hans andra mål kom under liknande omständigheter i en match i UEFA-cupen 2006/2007 mot Osasuna, där han kvitterade på stopptid.
16 april 2007 blev Hemdani utsett till årets spelare i Rangers, efter en omröstning bland lagets supportrar. Han spelade sin hundrade match för Rangers 13 mars 2008 i en match i UEFA-cupen mot Werder Bremen och klubben gick ända till finalen i den turneringen det året. Han spelade alla 90 minuterna i finalen 2008 och det kom att bli hans sista match för klubben. Säsongen 2008/2009 fick han nämligen inte spela i A-laget. Han lämnade klubben 1 juni 2009 efter att ha gjort 108 matcher och två mål.

## Landslagskarriär
Hemdani tackade nej till att spela för Algeriet vid flera tillfällen. I februari 2008 ändrade han sig dock och valde att representera Algeriet i landslaget. Hans debut blev i kvalet till VM 2010 mot Senegal 31 maj 2008.

## Meriter
Rangers
- Skotska ligacupen - (2008)

## Personligt
Hemdanis familj kommer från början från Larbaâ Nath Irathen, nära Tizi Ouzou i regionen Kabylien i Algeriet och han åker dit varje år.